# 東日本大震災生活支援協会
東日本大震災生活支援協会（ひがしにほんだいしんさいせいかつしえんきょうかい、略称: LSA）は、2012年7月4日に横浜市民の有志メンバーによって作られた一般社団法人である。

## 一般社団法人東日本大震災生活支援協会

### 法人概要
一般社団法人東日本大震災生活支援協会（ひがしにほんだいしんさいせいかつしえんきょうかい）は、宮城を拠点とする非営利の団体である。日本国内の被災地で被災した住民の生活を支援している。熊本地震以降、最先端の技術を取り入れた支援活動に力を入れている。

## 設立趣意
1. 「できるだけ多くの被災者のための活動であること。」
2. 「被災者のためにできる直接的な活動を自ら行っていくこと。」
3. 「被災者支援を行っている方の支援活動であること。」
4. 「行政では取り組めていない支援を積極的に行っていくこと。」
5. 「継続的な活動であること」

## LSA支援活動の5原則
LSAは5項を掲げ、復興期のステージに合わせ、適宜必要となる被災者支援の為の活動をしている。
1. 災害被災地の人々の生活の安定化の為に必要な支援活動を行う。
2. 災害被災地の人々の心の安定化をはかるために必要な活動を行う。
3. 遠隔地と被災地との情報の円滑化を図る為に必要な活動を行う。
4. 被災地における支援活動団体のマネジメントと必要な支援を適宜行う。
5. 情報を広く公開し、運営の透明性を図ること。